# Thames & Hudson
Thames & Hudson (també conegutcom Thames and Hudson o T&H) és una editorial especialitzada en art i llibres il·lustrats, fundada el 1949 per Walter (1903-1967) i Eva Neurath (1908-2000), que durant més de trenta anys va conduir l'empresa després de la mort de Walter.
El nom va ser triat en honor dels rius Tàmesi a Londres i Hudson a Nova York. Encara és una editorial familiar independent. Publica llibres sobre arqueologia, arquitectura, art, disseny, història, fotografia i religió. També publica llibres per a nens.
L'abril 2025 van deixar la seu a l'antic Post Office del barri de Holborn i va mudar a l'antiga galeria d'art Gagosian a King's Cross. L'edifici va ser reformat per l'arquitecte John McAslan & Partners.